# Bajszos bukkó
A bajszos bukkó (Malacoptila panamensis) a madarak (Aves) osztályának harkályalakúak (Piciformes) rendjébe, ezen belül a bukkófélék (Bucconidae) családjába tartozó faj.

## Rendszerezése
A fajt Frédéric de Lafresnaye francia ornitológus írta le 1847-ben.

## Alfajai
- Malacoptila panamensis inornata (Du Bus de Gisignies, 1847)
- Malacoptila panamensis magdalenae Todd, 1943
- Malacoptila panamensis panamensis Lafresnaye, 1847
- Malacoptila panamensis poliopis Sclater, 1862[2]

## Előfordulása
Mexikó, Belize, Costa Rica, Guatemala, Honduras, Nicaragua, Panama, Kolumbia és Ecuador területén honos. Természetes élőhelyei a szubtrópusi és trópusi síkvidéki és hegyi esőerdők, valamint legelők, másodlagos erdők és ültetvények. Állandó, nem vonuló faj.

## Megjelenése
Testhossza 21 centiméter, testtömege 33-46 gramm.
|  |

## Életmódja
Tápláléka nagy rovarok, pókok, kis békák vagy gyíkok.

## Szaporodása
Fészekalja 2-3 fényes fehér tojásból áll.

## Természetvédelmi helyzete
Az elterjedési területe rendkívül nagy, egyedszáma nagy és ugyan csökken, de még nem éri el a kritikus szintet. A Természetvédelmi Világszövetség Vörös listáján nem fenyegetett fajként szerepel.